# Carlo Marochetti
Carlo Marochetti (ur. 14 stycznia 1805 w Turynie, zm. 29 grudnia 1867 w Paryżu) – francuski rzeźbiarz romantyzmu. Kształcił się w paryskim warsztacie François’a Josepha Bosio.

## Ważne dzieła

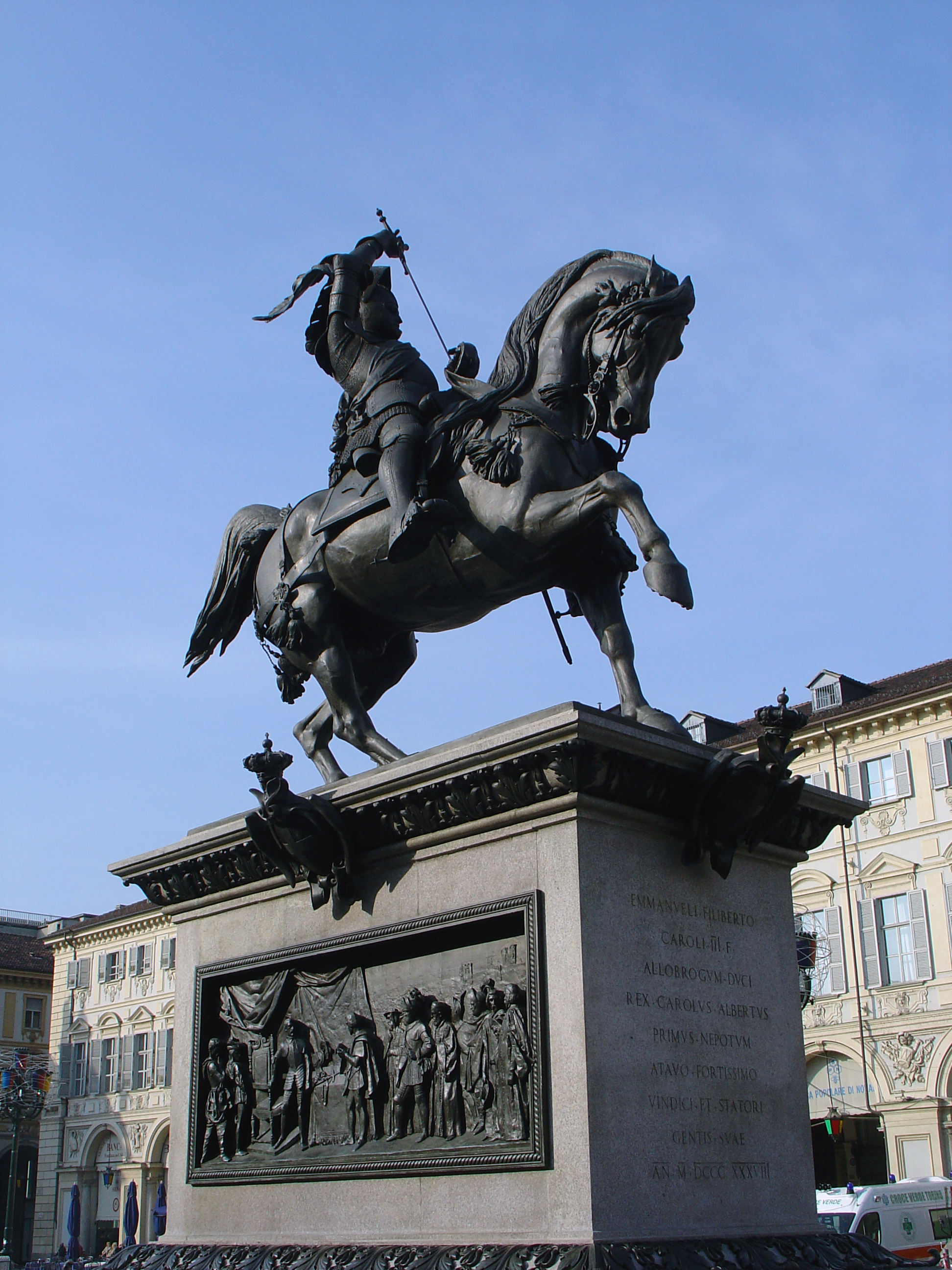
Pomnik Emanuele Filiberto, Piazza San Carlo w Turynie
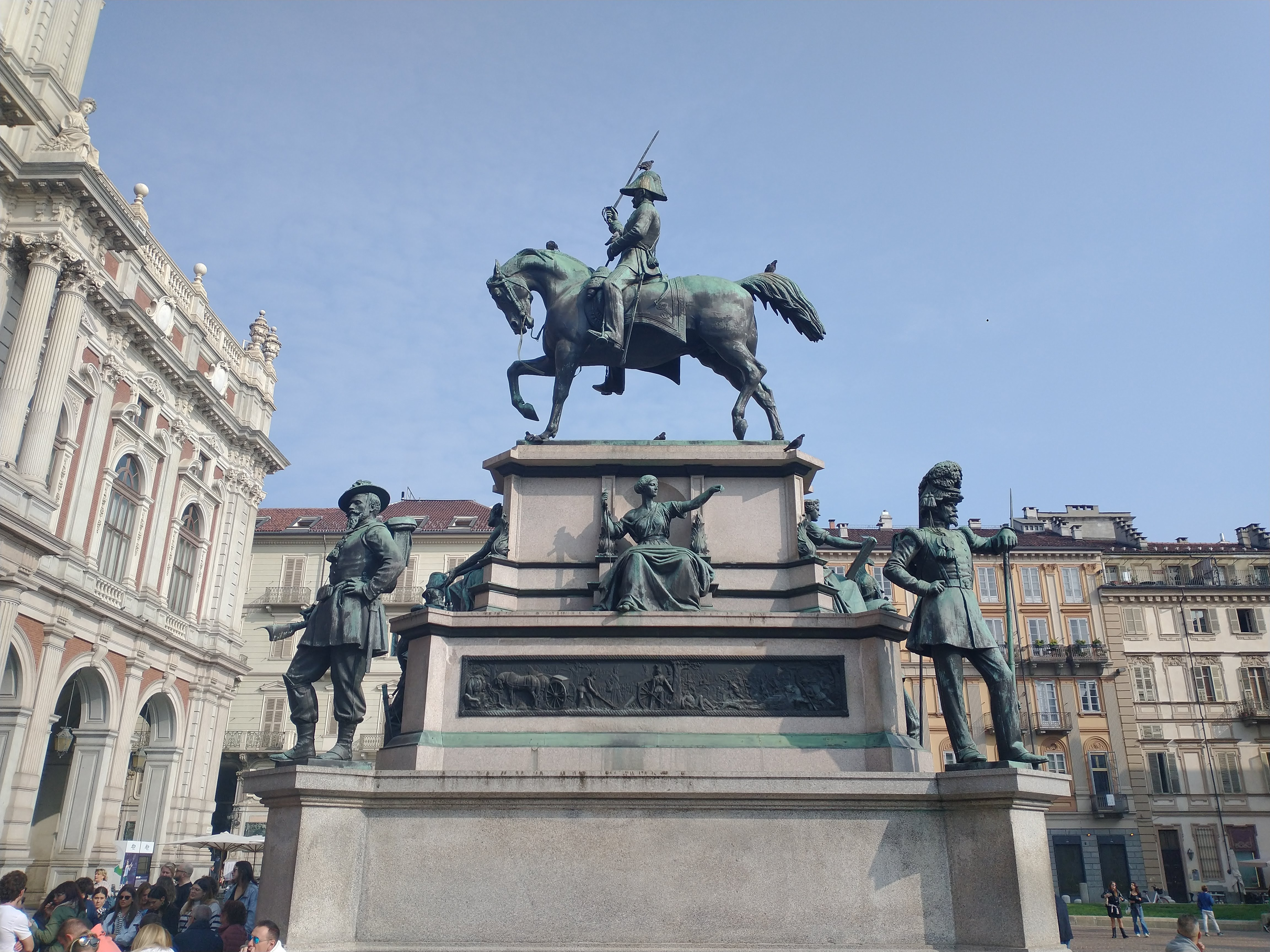
Pomnik Karola Alberta w Turynie
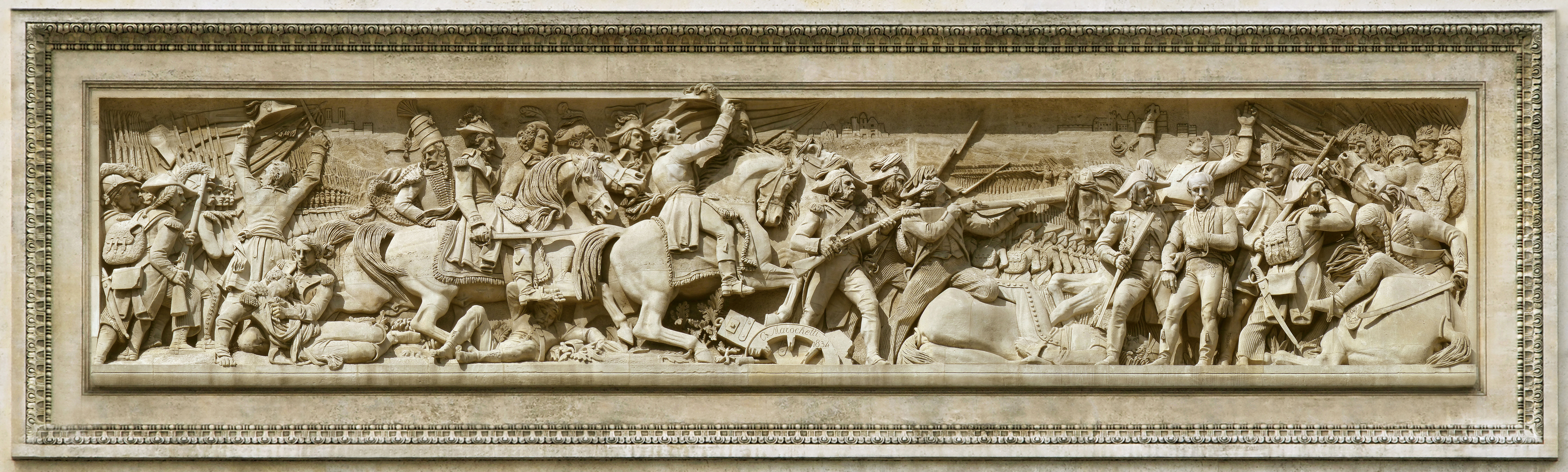
Bitwa pod Jemappes, Łuk Triumfalny w Paryżu
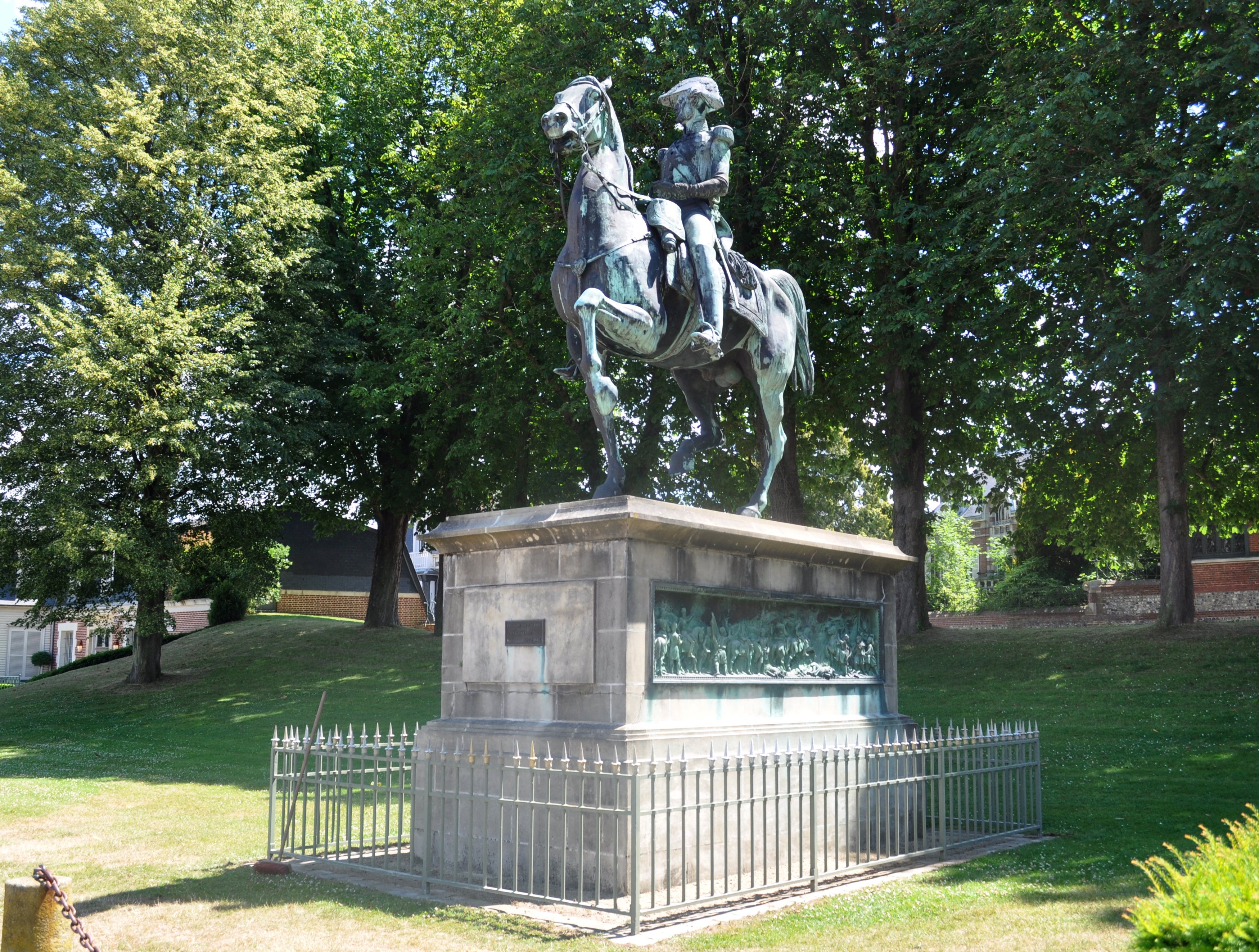
Pomnik księcia Orleanu w Versailles